# FSTL3
FSTL3 (англ. Follistatin like 3) – білок, який кодується однойменним геном, розташованим у людей на короткому плечі 19-ї хромосоми. Довжина поліпептидного ланцюга білка становить 263 амінокислот, а молекулярна маса — 27 663.
| 10         |  | 20         |  | 30         |  | 40         |  | 50         |
| ---------- |  | ---------- |  | ---------- |  | ---------- |  | ---------- |
| MRPGAPGPLW |  | PLPWGALAWA |  | VGFVSSMGSG |  | NPAPGGVCWL |  | QQGQEATCSL |
| VLQTDVTRAE |  | CCASGNIDTA |  | WSNLTHPGNK |  | INLLGFLGLV |  | HCLPCKDSCD |
| GVECGPGKAC |  | RMLGGRPRCE |  | CAPDCSGLPA |  | RLQVCGSDGA |  | TYRDECELRA |
| ARCRGHPDLS |  | VMYRGRCRKS |  | CEHVVCPRPQ |  | SCVVDQTGSA |  | HCVVCRAAPC |
| PVPSSPGQEL |  | CGNNNVTYIS |  | SCHMRQATCF |  | LGRSIGVRHA |  | GSCAGTPEEP |
| PGGESAEEEE |  | NFV        |  |            |  |            |  |            |

A: Аланін

C: Цистеїн

D: Аспарагінова кислота

E: Глутамінова кислота

F: Фенілаланін

G: Гліцин

H: Гістидин

I: Ізолейцин

K: Лізин

L: Лейцин

M: Метіонін

N: Аспарагін

P: Пролін

Q: Глутамін

R: Аргінін

S: Серин

T: Треонін

V: Валін

W: Триптофан

Кодований геном білок за функцією належить до фосфопротеїнів. 
Задіяний у таких біологічних процесах, як транскрипція, регуляція транскрипції, остеогенез. 
Локалізований у ядрі.
Також секретований назовні.